# Мостово
Мостово е село в Южна България. То се намира в община Асеновград, област Пловдив.

## География
Село Мостово е разположено в планински район и лежи в родопския рид Добростан. Намира се на 27 km от град Асеновград. Тръгва се в посока Кърджали и след с. Червен се отбива вдясно. Следват селата Горнослав и Орешец. Насред местността Юрта има указателна табела, сочеща живописен асфалтиран път. След около 1 km се стига до местността Лошата тикла. Оттам се открива прекрасна гледка към Кръстова гора 1418 m (3 km на югозапад) и с. Мостово. Село Мостово се намира в средата на енергиен триъгълник – Кръстова гора (1418 m), Белинташ (1226 m) и Караджов камък (1448 m). Около селото има 6 махали. Едни от тях вече не са населени, а други са се превърнали в атрактивни дестинации за селски туризъм. Имената на махалите са: Чуката, Курджувци, Кабата (село), Ряката, Врата (село) и Чотровци.
През селото минава река Сушица(Мостовска Сушица). През годините реката си е направила естествен мост, през който минава пътят към селото.
Около селото има и няколко големи пещери: Гаргина дупка (с дължина 524 m), Водната пещера (455 m), Троицата (141 m) и др.
От село Мостово до манастир Кръстова гора и Караджов камък има горски път за офроуд автомобили.

## История
Светият Кръст, който е поставен през 1936 година на Кръстова гора, минава по маршрута Асеновград – Червен – Горнослав – Орешец – Мостово, на 30 април 1936 г. кръстът пренощува в село Мостово. На другия ден (1 май 1936 г.) го носят до Кръстова гора и го поставят на най-високия връх. Има поверие, че пътят, по който минава кръстът, е най-силен и благодатен за поклонничество на Кръстова гора.
От село Мостово доста войници участват във войните за освобождение и няма нито един загинал, поверието е, че всички хора в района са под закрила на свещените места – Кръстова гора, Белинташ и Караджов камък.
Родени в Мостово
- Димитър Чобанов (р.1961) български художник – скулптор